# بدلاريات
بِدْلارِيَّات (الاسم العلمي: Podalyrieae)، قبيلة نباتات أنجمية وجنبية من فصيلة البقولية. أوراقها صغيرة الحجم متقابلة أو متعاقبة. أزهارها عنقودية التجميع، محورية أو تاجية الارتكاز. ألوانها عديدة فيها الأبيض والأصفر والوردي والأرجواني والياقوتي.